# NoLIta
Nolita, escrito también como NoLIta (North of Little Italy), es un barrio de Manhattan, en la ciudad de Nueva York (Estados Unidos). Nolita está limitada al norte por la calle Houston, al este por Bowery, al sur por la calle Broome y al oeste por la calle Lafayette. Se ubica al este de SoHo, al oeste del Lower East Side, y al norte de Little Italy y Chinatown.

## Historia y descripción
El barrio fue durante mucho tiempo, parte de Little Italy,  El área, sin embargo, perdió su carácter italiano en las últimas décadas del siglo XX debido a la migración de los residentes de origen italiano a otras comunas (principalmente Brooklyn) y a los suburbios.
En la segunda mitad de los años 1990, el vecindario vio un influjo de yuppies y una explosión de boutiques, restaurantes y bares. Tratando sin éxito de incluir el barrio al SoHo, los constructores sugirieron varios nuevos nombres para este barrio adoptándose el de Nolita, nombre que sigue el patrón iniciado con SoHo (South of Houston Street) y luego por TriBeCa (Triangle Below Canal Street).
El barrio incluye a la Antigua Catedral de San Patricio, en la esquina de las calles Mott y Prince, que fue originalmente construida en 1803 y reconstruida en 1868 luego de un gran incendio. Este edificio sirvió como la catedral de Nueva York hasta que la actual Catedral de San Patricio fue abierta en la Quinta Avenida en Midtown el año 1879. La Antigua Catedral de San Patricio es actualmente una iglesia parroquial.
Otro edificio característico del vecindario es el edificio Puck, una estructura construida en 1885 en la esquina de las calles Houston y Lafayette, que originalmente acogió la redacción de la desaparecida revista Puck Magazine.